# Chrysozephyrus
Chrysozephyrus es un género de insecto lepidóptero de la familia Lycaenidae. Es un género diverso que se extiende desde Rusia al norte de la India.

## Especies
- Chrysozephyrus alpinus Murayama, 1954
- Chrysozephyrus amoenus Murayama, 1955
- Chrysozephyrus angustimargo Howarth, 1957
- Chrysozephyrus assamica Tytler, 1915
- Chrysozephyrus atabyrius Oberthür, 1913
- Chrysozephyrus ataxus Westwood, 1851
- Chrysozephyrus aurorinus Oberthür, 1880
- Chrysozephyrus bhutanensis Howarth, 1957
- Chrysozephyrus birupa Moore, 1877
- Chrysozephyrus chinensis Howarth, 1957
- Chrysozephyrus desgodinsi Oberthür, 1913
- Chrysozephyrus disparatus Howarth, 1957
- Chrysozephyrus dubernardi Riley, 1939
- Chrysozephyrus duma Hewitson, 1869
- Chrysozephyrus dumoides Tytler, 1915
- Chrysozephyrus esakii Sonan, 1940
- Chrysozephyrus evanidus Murayama, 1947
- Chrysozephyrus hisamatsusanus Nagami & Ishiga, 1937
- Chrysozephyrus intermedia Tytler, 1915
- Chrysozephyrus interpositus Howarth, 1957
- Chrysozephyrus jakamensis Tytler, 1915
- Chrysozephyrus kabrue Tytler, 1915
- Chrysozephyrus kansaiensis Murayama, 1955
- Chrysozephyrus khasia De Nicéville, 1890
- Chrysozephyrus kirbariensis Tytler, 1915
- Chrysozephyrus kirishimaensis Okajima, 1922
- Chrysozephyrus marginatus Howarth, 1957
- Chrysozephyrus muhshengi Shimonoya & Murayama, 1971
- Chrysozephyrus mushaellus Matsumura, 1938
- Chrysozephyrus neidhoeferi Shimonoya & Murayama, 1971
- Chrysozephyrus nigroapicalis Howarth, 1957
- Chrysozephyrus niitakanus Kano, 1928
- Chrysozephyrus nishikaze Araki & Shibatani, 1941
- Chrysozephyrus paona Tytler, 1915
- Chrysozephyrus pedius Leech, 1893
- Chrysozephyrus philipi Elio
- Chrysozephyrus pseudoletha Howarth, 1957
- Chrysozephyrus pseudotaiwanus Howarth, 1957
- Chrysozephyrus rarasanus Matsumura, 1939
- Chrysozephyrus sanctissima Araki & Shibatani, 1948
- Chrysozephyrus sandersi Howarth, 1957
- Chrysozephyrus scintillans Leech, 1893
- Chrysozephyrus shakunage Fujioka, 1970
- Chrysozephyrus sikkimensis Howarth, 1957
- Chrysozephyrus sikongensis Murayama, 1957
- Chrysozephyrus smaragdina Bremer, 1861
- Chrysozephyrus souleana Riley, 1939
- Chrysozephyrus splendidulus Murayama, 1965
- Chrysozephyrus subnivalis Kawazoé & Wakabyashi, 1969
- Chrysozephyrus surioia Tytler, 1915
- Chrysozephyrus syla Kollar, 1848
- Chrysozephyrus tatsienluensis Murayama, 1957
- Chrysozephyrus teisoi Sonan, 1941
- Chrysozephyrus tienmushanus Shirôzu & Yamamoto, 1959
- Chrysozephyrus triloka Hannyngton, 1910
- Chrysozephyrus tytleri Howarth, 1957
- Chrysozephyrus vittata Tytler, 1915
- Chrysozephyrus watsoni Evans, 1927
- Chrysozephyrus yunnanensis Howarth, 1957
- Chrysozephyrus zoa De Nicéville, 1889
- Chrysozephyrus zulla Tytler, 1915